# Brad Winchester
Bradley A. „Brad“ Winchester (* 1. März 1981 in Madison, Wisconsin) ist ein ehemaliger US-amerikanischer Eishockeyspieler, der im Verlauf seiner aktiven Karriere zwischen 1997 und 2015 unter anderem 414 Spiele für die Edmonton Oilers, Dallas Stars, St. Louis Blues, Anaheim Ducks und San Jose Sharks in der National Hockey League auf der Position des linken Flügelstürmers bestritten hat. Winchester galt als robuster, starker Spieler und Power Forward.

## Karriere
Winchester verbrachte zwei Jahre im speziellen Hockey-Förderungsprogramm des US-amerikanischen Eishockeyverbandes. Nach zwei Spielzeiten im Förderungsprogramm wechselte er an seine Heimatuniversität, die University of Wisconsin–Madison in der National Collegiate Athletic Association. Dort spielte er vier Jahre. Im NHL Entry Draft 2000 wurde Winchester an 35. Stelle von den Edmonton Oilers gedraftet.
Seine professionelle Eishockeykarriere begann in der American Hockey League beim Farmteam der Oilers, den Toronto Roadrunners, in der Saison 2003/04. Während des Lockout der NHL in der Saison 2004/05 blieb er bei dem nach Edmonton ziehenden Team. In der Saison 2005/06 gab er schließlich sein Debüt in der NHL, wobei er in 19 Spielen ohne Torerfolg blieb und wechselte während der Saison mehrmals zwischen den Hamilton Bulldogs und den Edmonton Oilers hin und her. Bei seinem Playoff-Debüt im zweiten Spiel des Western-Conference-Viertelfinals in der gleichen Saison traf er überraschend zum Siegtreffer. Während die Oilers bis ins Stanley-Cup-Finale gegen die Carolina Hurricanes einzogen und sich dort erst nach sieben Spielen geschlagen geben mussten, war Winchester zumeist nur als Ersatzmann im Kader und brachte es auf zehn Spiele.
Nach einer weiteren Saison im Kader machten die Oilers ihm im Sommer 2007 kein neues Vertragsangebot, was ihn nach den Vertragsregelungen der NHL zum Free Agent machte. Daraufhin unterschrieb er einen Vertrag bei den Dallas Stars. Ein Jahr später folgte ein Engagement bei den St. Louis Blues und Winchester war in den drei folgenden Spielzeiten als Stammspieler gesetzt, ehe er Ende Februar 2011 in einem Transfergeschäft an die Anaheim Ducks abgegeben wurde. Zum Saisonende 2010/11 verlängerten die Kalifornier seinen auslaufenden Kontrakt nicht, sodass Winchester zum Free Agent wurde. Nach den Trainingslagern der Teams Anfang Oktober nahmen ihn die San Jose Sharks für ein Jahr unter Vertrag. Dort absolvierte er in der Spielzeit 2011/12 seine letzte Saison in der NHL. Anschließend war er bis zum Sommer 2015 für diverse Mannschaften in der AHL aktiv, ehe er im Alter von 34 Jahren seine aktive Karriere für beendet erklärte.

## Karrierestatistik

### International
Vertrat die USA bei:
- U18-Junioren-Weltmeisterschaft 1999
- U20-Junioren-Weltmeisterschaft 2000

(Legende zur Spielerstatistik: Sp oder GP = absolvierte Spiele; T oder G = erzielte Tore; V oder A = erzielte Assists; Pkt oder Pts = erzielte Scorerpunkte; SM oder PIM = erhaltene Strafminuten; +/− = Plus/Minus-Bilanz; PP = erzielte Überzahltore; SH = erzielte Unterzahltore; GW = erzielte Siegtore; 1 Play-downs/Relegation; Kursiv: Statistik nicht vollständig)